# Hotaru Beam

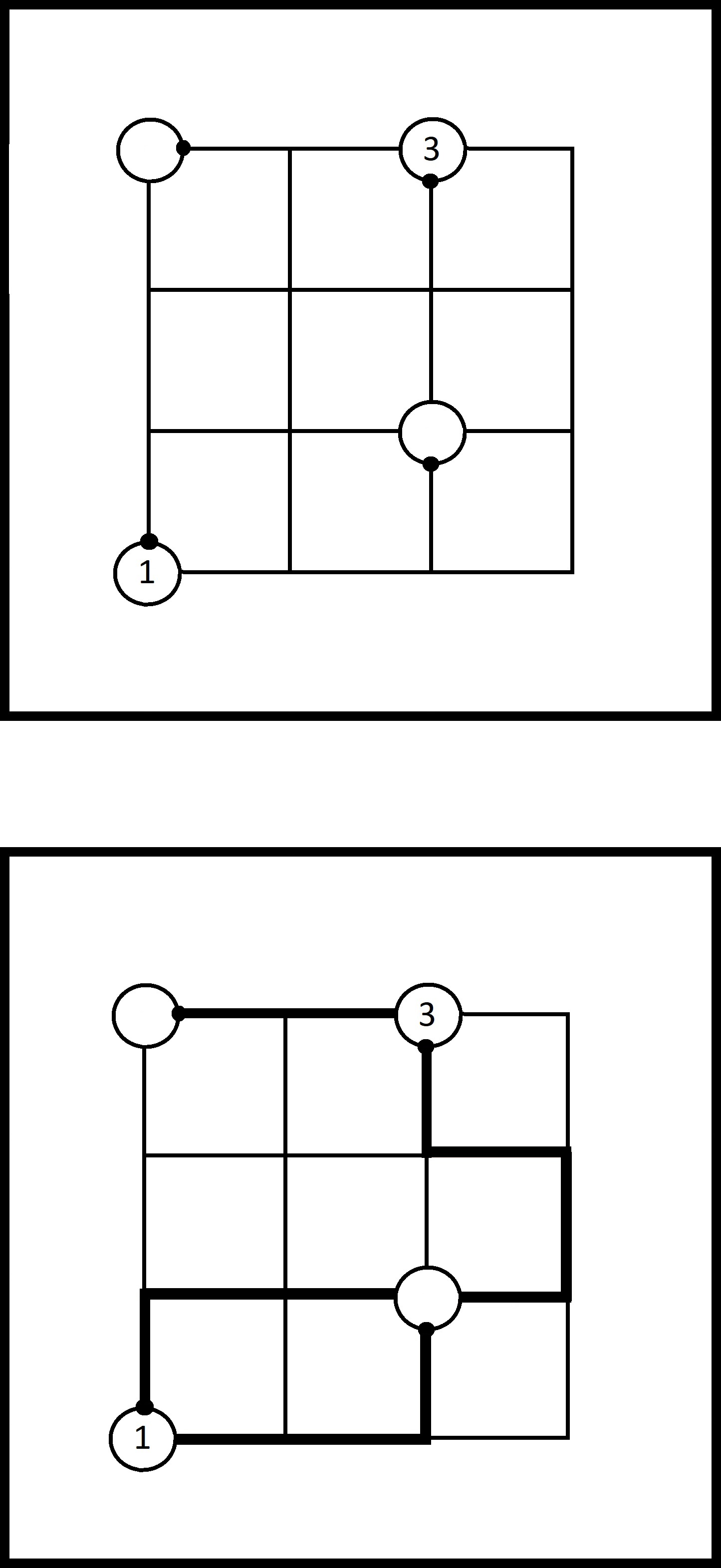
Voorbeeld met oplossing van een Hotaru Beam

Hotaru Beam is een logische puzzel van de Japanse uitgeverij Nikoli.
Hotaru Beam wordt gespeeld op een rechthoekig diagram, meestal met stippellijnen. Op sommige kruispunten van het diagram staan omcirkelde getallen. Bovendien heeft elke cirkel een stip op een van de diagramlijnen die naar de cirkel leiden.

## Spelregels
Vanaf de zwarte stip van elke witte cirkel dient een lijn te worden getrokken naar een willekeurige witte cirkel. Daarbij dienen de horizontale en verticale markeringslijnen van van het diagram te worden gevolgd.
Er kunnen geen lijnen worden getrokken van een zwarte stip naar een andere zwarte stip, noch kunnen ze worden getrokken van een witte cirkel die niet bij de zwarte stip ligt naar een witte cirkel die niet bij de zwarte stip ligt.
Het kruisen of vertakken van lijnen is niet toegestaan. In de eindoplossing verbinden de getekende lijnen alle witte cirkels en vormen een aaneengesloten netwerk.
Het getal op de witte cirkel bepaalt hoe vaak de lijn die vanaf de zwarte stip wordt getrokken, moet buigen voordat hij een andere witte cirkel ontmoet.

## Oplossingsmethoden
Een cirkel met '0' erin (niet hetzelfde als een lege cirkel) is een gegeven: er zal minstens één lijn recht in de richting van de stip gaan totdat deze een andere cirkel raakt. Elke cirkel heeft een uitgaande lijn in de richting van de stip. Aangezien draaien op de hoek van het diagram als een draai telt, kan een 1-cirkel nabij de hoek worden gedwongen om gewoon langs de rand van het diagram verder te gaan.